# سومنر لوك إليوت
سومنر لوك إليوت (بالإنجليزية: Sumner Locke Elliott)‏‏ (17 أكتوبر 1917 في سيدني - 24 يونيو 1991 في نيويورك)؛ روائي من أستراليا.

## الجوائز
- جائزة باتريك وايت [الإنجليزية]‏
- جائزة مايلز فرانكلين

## روابط خارجية
- سومنر لوك إليوت على موقع IMDb (الإنجليزية)
- سومنر لوك إليوت على موقع قاعدة بيانات برودواي على الإنترنت (الإنجليزية)
- سومنر لوك إليوت على موقع قاعدة بيانات الفيلم (الإنجليزية)